# Miguel Monteiro
Miguel punim imenom Luís Miguel Brito Garcia Monteiro, (Lisabon, 4. siječnja 1980.) je portugalski bivši nogometaš.
Igrao je na poziciji desnog krilnog braniča. 

## Klupska karijera
Miguel je započeo svoju karijeru u Estreli kao krilo, a kasnije kada je otišao u Benficu, igrao je na poziciji desnog veznog igrača, a zatim i na poziciji desnog krilnog braniča koja ga je u konačnici dovela, kao jednog od najboljih desnih beka.